# Wells Coates

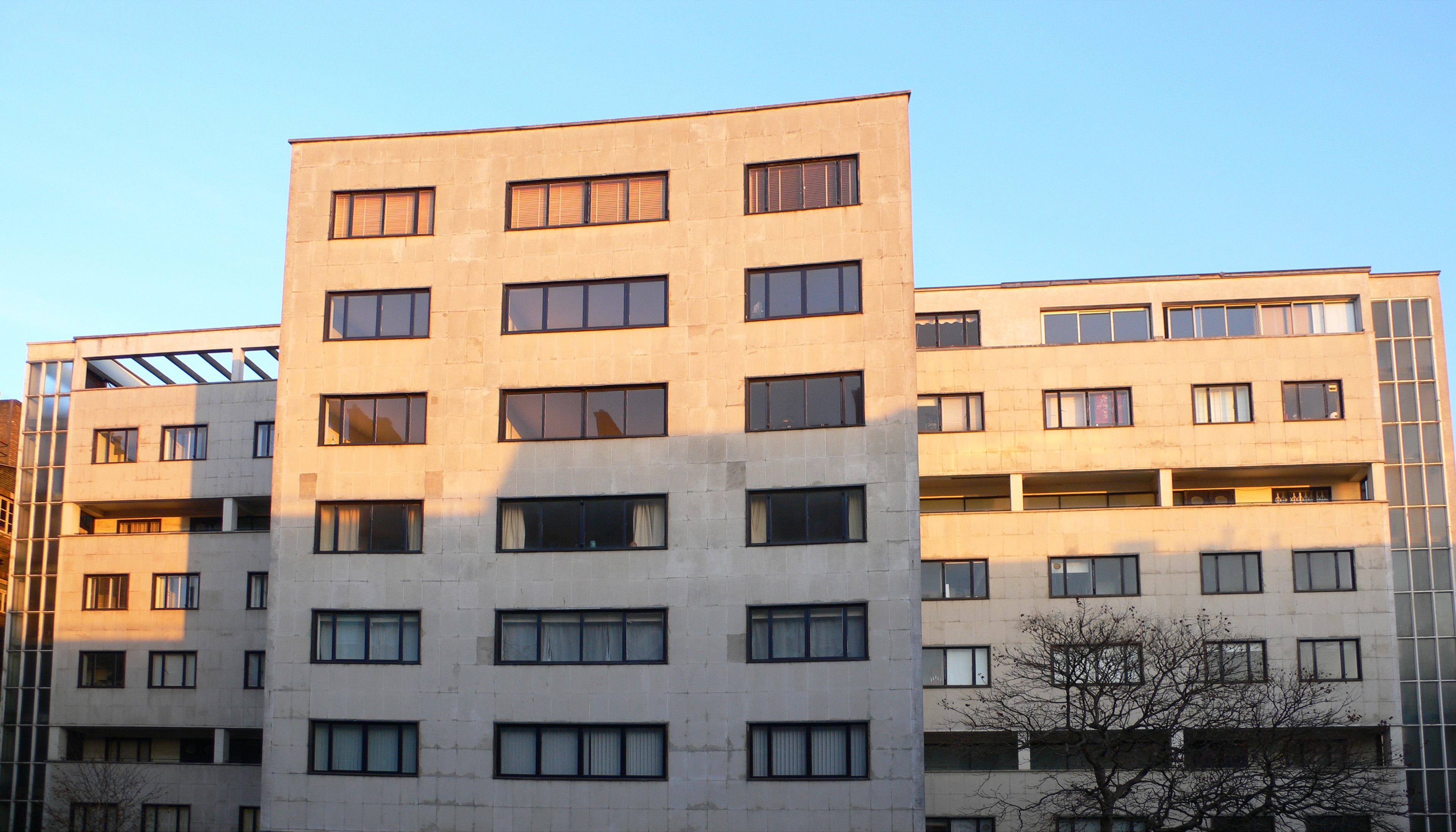
10 Palace Gate.

Wells Coates, född 17 december 1895 i Tokyo, död 17 juni 1958 i Vancouver, var en kanadensisk-brittisk arkitekt, designer och författare, mest känd för sina två trettiotalsbyggnader Embassy Court i Brighton och Isokon Building i Hampstead i London. Under båda världskrigen var Coates också aktiv i det brittiska flygvapnet.

## Uppväxten
Coates föddes i Tokyo som son till två kanadensiska missionärer, Sarah Agnes Wintemute Coates (1864-1945) och Harper Havelock Coates (1865-1934). Han fick inspiration att bli arkitekt från sin mor som hade studerat för arkitekten Louis Sullivan och själv deltagit i planeringen av den första missionärsstationen i Japan.
Han tillbringade sina unga år i Asien och reste jorden runt med sin far 1913. Under första världskriget var han aktiv i det brittiska flygvapnet, först som skytt men sedan som pilot. Efter kriget utbildade han sig i University of British Columbia innan han reste till London för att ta en doktorsexamen. Under senare hälften av 1920-talet etablerade han sig som journalist och designer, från 1928 med egen firma.
Han anslöt sig till den modernistiska rörelsen, deltog i Congrès International d'Architecture Moderne (CIAM) 1933 och var en av grundarna av CIAM:s brittiska gren,  Modern Architectural Research Group.

## Bidragen till modernismen

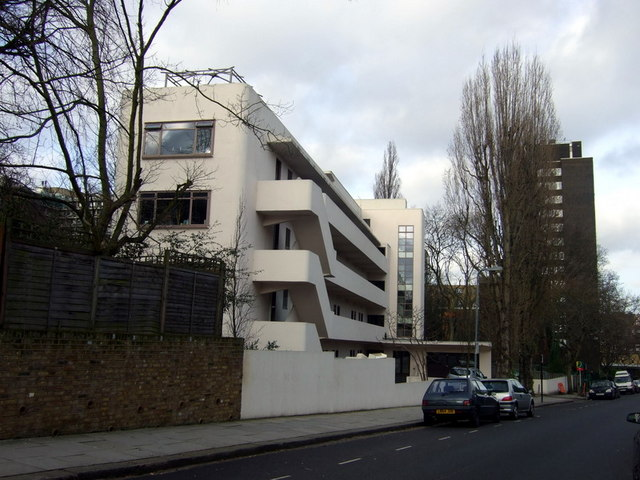
Isokon Building

Coates anslöt sig till Le Corbusiers syn på byggnaden som en bostadsmaskin. Coates tillämpade sin arkitektursyn i Isokon Building som uppfördes 1934. Arkitekturkritikern J. M. Richards menade att Coates i Isokon kom "närmare bostadsmaskinen än något som Le Corbusiers hade designat. Agatha Christie som bodde i fastigheten en tid jämförde den med en atlantångares strikta och klara design. Flera av de flyende medlemmarna av bauhaus-rörelsen bosatte sig i huset under kriget, bland annat Walter Gropius och Marcel Breuer.
Ett annat uppmärksammat trettiotalsverk var hans bostadshus i Brighton, Embassy Court, som han ritade 1934 och som färdigställdes 1936 samt 10 Palace Gate i London färdigställt 1939.

## Senare karriär
Under andra världskriget var Coates igen verksam inom det brittiska flygvapnet, denna gång som konstruktör av stridsflygplan. För den insatsen belönades han med Order of the British Empire. Efter kriget designade han en biografanläggning Telekinema som invigdes 1951 för Festival of Britain som hölls i London. Byggnaden revs 1957. Han deltog också med ett flertal planer för stadsförnyelse i Kanada och Storbritannien som dock aldrig förverkligades.
Coates återvände till Nordamerika i början av 1950-talet, under några år undervisade han på Harvard tillsammans med den forna bauhausledaren Walter Gropius, men han fann sig aldrig tillrätta där utan återvände till Kanada och Vancouver där han avled av en hjärtattack 63 år gammal.